# Catherine Samba-Panza
Catherine Samba-Panza (Ndjamena, 26 juni 1954) was van 23 januari 2014 tot 30 maart 2016 interim-president van de Centraal-Afrikaanse Republiek. Ze was de eerste vrouwelijke president van het land en had als taak om de beëindiging van de burgeroorlog tussen moslims en christenen in goede banen te leiden tot de volgende verkiezingen kunnen worden georganiseerd.
Als 18-jarige verhuisde Samba-Panza met haar familie van Tsjaad naar Centraal-Afrika. In een eerdere burgeroorlog speelde zij een belangrijke rol als verzoener. Ze was burgemeester van de hoofdstad Bangui tot ze op 20 januari 2014 door het tijdelijke parlement werd verkozen tot interim-president.